# Hlas pravoslaví
Hlas pravoslaví neboli Časopis Pravoslavné církve v Českých zemích a na Slovensku je měsíčník, který se věnuje tematice pravoslaví, zejména v Českých zemích a na Slovensku, ale také historickým tématům spojeným s náboženstvím a také souvisejícím zahraničním otázkám.

## Údaje
Periodikum je vydáváno od roku 1945. Vydavatelem tištěné verze (Litografie a konverze do HTML) je Metropolitní rada pravoslavné církve v českých zemích v Pravoslavném nakladatelství se sídlem v Dělostřelecké ulici č. 7 v Praze 6. Hlavním redaktorem byl Dr. Čestmír Kráčmar, technický redaktor Boris Havel. Tisk Tuček tiskárna – Lokša PrePress v Rakovníku. 
V letech 1970–1980 působil jako redaktor Hlasu pravoslaví ThDr. Jaroslav Šuvarský.
První digitalizované číslo vyšlo (jako html verze tištěného vydání) v prosinci 1999 (číslo 10) a poslední číslo na stránkách www.hlas.pravoslavi.cz je z května 2007 (číslo 5) jako 62. ročník. 

## Současná situace
Z důvodu nejasné situace uvnitř české pravoslavné církve bylo zveřejňování aktualit na stránkách www.hlaspravoslaví.cz dočasně pozastaveno.